# Raïon de Zelva
Le raïon de Zelva (en biélorusse : Зэльвенскі район, Zelvaski raïon ; en russe : Зельвенский район, Zelvenski raïon) est une subdivision de la voblast de Hrodna ou oblast de Grodno, en Biélorussie. Son centre administratif est la commune urbaine de Zelva.

## Géographie
Le raïon couvre une superficie de 869,69 km2, dans le sud de la voblast. Il est limité par le raïon de Masty au nord, par le raïon de Dziatlava et le raïon de Slonim à l'est, par la voblast de Brest (raïon de Proujany) au sud, et par le raïon de Vawkavysk à l'ouest.

## Histoire
Le raïon de Zelva a été créé le 15 janvier 1940.

## Population

### Démographie
Les résultats des recensements de la population (*) font apparaître une baisse continue de la population du raïon depuis 1959, qui s'est accélérée dans les premières années du XXIe siècle.
| 1959*  | 1970*  | 1979*  | 1989*  | 1999*  | 2009*  |
| ------ | ------ | ------ | ------ | ------ | ------ |
| 39 977 | 36 881 | 32 666 | 28 136 | 26 000 | 19 119 |

### Nationalités
Selon les résultats du recensement de 2009, la population du raïon se composait de quatre nationalités principales :
- 70,69 % de Biélorusses ;
- 23,6 % de Polonais ;
- 4,28 % de Russes ;
- 1,43 % d'Ukrainiens.

### Langues
En 2009, la langue maternelle était le biélorusse pour 84,81 % des habitants du raïon de Zelva et le russe pour 13,16 %. Le biélorusse était parlé à la maison par 76,05 % de la population et le russe par 19,61 %.